# Oxyagrion haematinum
Oxyagrion haematinum – gatunek ważki z rodziny łątkowatych (Coenagrionidae). Występuje na terenie Ameryki Południowej.